# Championnats de Nouvelle-Zélande de squash
Les Championnats de Nouvelle-Zélande de squash sont une compétition de squash individuelle organisée par Squash New Zealand (en). Ils se déroulent chaque année depuis 1932.
Paul Steel détient le record de victoires masculines avec dix titres consécutifs. Joelle King détient le record de victoires féminines avec onze titres.

## Palmarès

### Hommes
| - 2025 : Paul Coll - 2024 : Lwamba Chileshe - 2023 : Paul Coll - 2022 : Paul Coll - 2020 : Evan Williams - 2019 : Paul Coll - 2018 : Paul Coll - 2017 : Paul Coll - 2016 : Paul Coll - 2015 : Paul Coll - 2014 : Martin Knight - 2013 : Martin Knight - 2012 : Campbell Grayson - 2011 : Martin Knight - 2010 : Campbell Grayson - 2009 : Kashif Shuja - 2008 : Kashif Shuja - 2007 : Kashif Shuja - 2006 : Callum O'Brien - 2005 : Kashif Shuja - 2004 : Kashif Shuja - 2003 : Glen Wilson - 2002 : Daniel Sharplin - 2001 : Paul Steel - 2000 : Paul Steel - 1999 : Paul Steel - 1998 : Paul Steel - 1997 : Paul Steel - 1996 : Paul Steel - 1995 : Paul Steel - 1994 : Paul Steel - 1993 : Paul Steel - 1992 : Paul Steel - 1991 : Glen Wilson - 1990 : Glen Wilson - 1989 : Stephen Cunningham - 1988 : Stephen Cunningham - 1987 : Stephen Cunningham - 1986 : Stephen Cunningham - 1985 : Ross Norman - 1984 : Ross Norman - 1983 : Stuart Davenport - 1982 : Ross Norman - 1981 : Bruce Brownlee - 1980 : Frank Donnelly - 1979 : Frank Donnelly | - 1978 : Phil Kenyon - 1977 : Bruce Brownlee - 1976 : Howard Broun - 1975 : Trevor Johnston - 1974 : Neven Barbour - 1973 : Neven Barbour - 1972 : Laurie Greene - 1971 : Mo Asran - 1970 : Don Burmeister - 1969 : Don Burmeister - 1968 : Trevor Johnston - 1967 : Don Burmeister - 1966 : Trevor Johnston - 1965 : Dick Carter - 1964 : Charlie Waugh - 1963 : Charlie Waugh - 1962 : Charlie Waugh - 1961 : Charlie Waugh - 1960 : Charlie Waugh - 1959 : Mike Oddy - 1958 : John Cheadle - 1957 : Don Mochan - 1956 : Don Green - 1955 : Don Mochan - 1954 : Paul Vesty - 1953 : Don Mochan - 1952 : John Gillies - 1951 : John Gillies - 1950 : John Gillies - 1949 : Allen Johns - 1948 : Malcolm Souter - 1947 : Allen Johns - 1946 : Ack Malcolm - 1940-1945 : Pas de compétition - 1939 : Bill Renton - 1938 : Bill Renton - 1937 : Billy Fea - 1936 : Billy Fea - 1935 : Peter Hall - 1934 : Peter Hall - 1933 : Peter Hall - 1932 : Geoffrey Kingscote |

### Femmes
| - 2025 : Kaitlyn Watts - 2024 : Joelle King - 2023 : Joelle King - 2022 : Joelle King - 2020 : Emma Millar - 2019 : Joelle King - 2018 : Joelle King - 2017 : Joelle King - 2016 : Megan Craig - 2015 : Joelle King - 2014 : Megan Craig - 2013 : Joelle King - 2012 : Joelle King - 2011 : Joelle King - 2010 : Joelle King - 2009 : Jaclyn Hawkes - 2008 : Shelley Kitchen - 2007 : Shelley Kitchen - 2006 : Shelley Kitchen - 2005 : Shelley Kitchen - 2004 : Tamsyn Leevey - 2003 : Carol Owens - 2002 : Carol Owens - 2001 : Leilani Joyce - 2000 : Sarah Cook - 1999 : Sarah Cook - 1998 : Leilani Joyce - 1997 : Leilani Joyce - 1996 : Sarah Cook - 1995 : Leilani Joyce - 1994 : Philippa Beams - 1993 : Philippa Beams - 1992 : Susan Devoy - 1991 : Susan Devoy - 1990 : Susan Devoy - 1989 : Susan Devoy - 1988 : Susan Devoy - 1987 : Susan Devoy - 1986 : Susan Devoy - 1985 : Susan Devoy | - 1984 : Susan Devoy - 1983 : Susan Devoy - 1982 : Robyn Blackwood - 1981 : Annette Owen - 1980 : Annette Owen - 1979 : Jayne Ashton - 1978 : Pam Buckingham - 1977 : Jenny Webster - 1976 : Jenny Webster - 1975 : Pam Buckingham - 1974 : Jenny Webster - 1973 : Pam Buckingham - 1972 : Cecile Fleming - 1971 : Pam Buckingham - 1970 : Teresa Lawes - 1969 : Pam Buckingham - 1968 : Val Biss - 1967 : Megan Waugh - 1966 : Pat Mills - 1965 : Heather Blundell - 1964 : Dot Deacon - 1963 : Ann Stephens - 1962 : Patricia McClenaughan - 1961 : Ann Stephens - 1960 : Ann Mackenzie - 1959 : Barbara Patterson - 1958 : Ann Mackenzie - 1957 : Ann Mackenzie - 1956 : Ann Mackenzie - 1955 : Nancy New - 1954 : Nancy New - 1953 : Rae Maddern - 1952 : Nancy New - 1951 : Nancy New |